# Nitmiluk Nationalpark
Nitmiluk Nationalpark (tidligere Katherine Gorge Nationalpark) er en 2.921 kvadratkilometer stor nationalpark i Northern Territory i Australien, som etableredes i 1989, 244 kilometer sydøstligt for byen Darwin og 32 kilometer nordøstligt for byen Katherine. Mod nord grænser nationalparken op til Kakadu Nationalpark.
I nationalparken indgår Katherine Gorge (Katherine-slugten), et 12 kilometer langt system bestående af 13 slugte med op til 70 meter høje sandstens-klippevægge, som gennem millioner af år er udgravet i Arnhem-plateauet af floden Katherine. Slugterne og deres omgivelser har åndelig betydning for aboriginerfolket javoyn. "Nitmiluk" betyder i javoyn-sproget så meget som stedet for cikade-drømmestierne. Nationalparken blev givet tilbage til javoyn-folket, og bliver sammen med Parks and Wildlife Commission of the Northern Territory forvaltet i overensstemmelse med traditionelle love. På nationalparkens område findes stadig historiske hulemalerier.